# Pisione papuensis
Pisione papuensis är en ringmaskart som beskrevs av Govaere och De Wilde 1993. Pisione papuensis ingår i släktet Pisione och familjen Pisionidae. Utöver nominatformen finns också underarten P. p. brevis.